# 神農大豐
海南神農大豐種業科技股份有限公司，簡稱海南神農大豐種業科技股份、海南神農大豐種業科技、海南神農大豐種業、海南神農大豐，以及神農大豐（英語：Grand Agriseeds Technology,Inc.，深交所：300189），於2000年由黃培勁（董事長）於中国海南省海口市紫荆路2-1号紫荆信息公寓26A（總部）創立。
現時業務在國內經營粮食、棉花、油料等农作物种子的选育、生产、销售和技术服务以及农药、化肥的销售等，招股價為24元人民幣，發行新股為4000萬股，而集資額為9.6億元人民幣，而股份則在2011年3月16日於深交所創業板上市。

## 連結
- SNDF.com.cn